# ファインディング・ニモ・サブマリン・ヴォヤッジ
ファインディング・ニモ・サブマリン・ヴォヤッジとは、カリフォルニア州のディズニーランドのアトラクションの一つ。
このアトラクションはピクサーの映画『ファインディング・ニモ』に元ついて、潜水艦・海面下の環境・海底の災害・魚介類たちの生態関係を完全再現したものである。2003年、ディズニー会社は過去トゥモローランドに存在したサブマリン・ヴォヤッジというアトラクションを改装し、50体のオーディオアニマトロニクスを加えて、今の状態になった。 
- 潜水艦の窓で外の海水を覗く画面
- 入口
- 原子力潜水艦時代のサブマリン・ヴォヤッジ(1978年)
- 探査潜水艦時代のサブマリン・ヴォヤッジ(1995年)